# Aethiopocassis scita
Aethiopocassis scita is een keversoort uit de familie bladkevers (Chrysomelidae). De wetenschappelijke naam van de soort werd in 1924 gepubliceerd door Spaeth.